# Sascha Burchert
Sascha Burchert (Berlijn, 30 oktober 1989) is een Duits doelman in het betaald voetbal. Hij stroomde in 2009 door vanuit de jeugd van Hertha BSC, waar hij in december 2012 zijn contract verlengde tot medio 2016. Burchert kwam twee keer uit voor Duitsland onder 19.

## Clubcarrière
Burchert begon zijn carrière bij Wartenberger SV. In 2002 werd hij gescout door Hertha BSC. Op 17 september 2009 maakte hij zijn debuut in het eerste van Hertha in de Europa League wedstrijd tegen FK Ventspils.

## Erelijst
Hertha BSC
- 2. Bundesliga

2011, 2013